# El Deca, Chilcuautla
El Deca är en ort i Mexiko.   Den ligger i kommunen Chilcuautla och delstaten Hidalgo, i den sydöstra delen av landet, 100 km norr om huvudstaden Mexico City. El Deca ligger 1 895 meter över havet och antalet invånare är 235.
Terrängen runt El Deca är kuperad. Runt El Deca är det ganska tätbefolkat, med 60 invånare per kvadratkilometer. Närmaste större samhälle är Ixmiquilpan, 14,6 km norr om El Deca. Omgivningarna runt El Deca är i huvudsak ett öppet busklandskap.